# Weltmeisterschaften im Modernen Fünfkampf 1991
Die Weltmeisterschaften im Modernen Fünfkampf 1991 fanden bei den Herren in San Antonio, Vereinigte Staaten, und bei den Damen in Sydney, Australien, statt.

## Herren

### Einzel
| Platz | Land    | Sportler              |
| ----- | ------- | --------------------- |
| 1     | Polen   | Arkadiusz Skrzypaszek |
| 2     | Schweiz | Peter Steinmann       |
| 3     | Ungarn  | Ádám Madaras          |

### Mannschaft
| Platz | Land        | Sportler                                                |
| ----- | ----------- | ------------------------------------------------------- |
| 1     | Sowjetunion | Eduard Senowka German Juferow Alexander Borisenko       |
| 2     | Polen       | Arkadiusz Skrzypaszek Maciej Czyżowicz Dariusz Goździak |
| 3     | Ungarn      | Ádám Madaras László Fábián Attila Mizsér                |

### Staffel
| Platz | Land        | Sportler                                          |
| ----- | ----------- | ------------------------------------------------- |
| 1     | Ungarn      | László Fábián Ádám Madaras Attila Kálnoki Kis     |
| 2     | Polen       | Dariusz Mejsner Maciej Czyżowicz Dariusz Goździak |
| 3     | Deutschland | Pavel Obzewski Nico Motchebon Ulrich Czermak      |

## Damen

### Einzel
| Platz | Land       | Sportlerin       |
| ----- | ---------- | ---------------- |
| 1     | Dänemark   | Eva Fjellerup    |
| 2     | Frankreich | Caroline Delemer |
| 3     | Italien    | Cristina Minelli |

### Mannschaft
| Platz | Land       | Sportlerinnen                                                 |
| ----- | ---------- | ------------------------------------------------------------- |
| 1     | Polen      | Dorota Idzi Iwona Kowalewska Anna Sulima                      |
| 2     | Italien    | Barbara Boccolari Cristina Minelli Emanuella Gabella          |
| 3     | Frankreich | Sophie Moressée-Pichot Caroline Delemer Nathalie Hugenschmitt |

### Staffel
| Platz | Land     | Sportlerinnen                                        |
| ----- | -------- | ---------------------------------------------------- |
| 1     | Polen    | Dorota Idzi Iwona Kowalewska Anna Sulima             |
| 2     | Italien  | Barbara Boccolari Cristina Minelli Emanuella Gabella |
| 3     | Schweden | Anne Ahlgren Agneta Flygare Kerstin Danielsson       |

## Medaillenspiegel
| Platz | Land        | Goldmedaille | Silbermedaille | Bronzemedaille |
| 1     | Polen       | 3            | 2              | –              |
| 2     | Ungarn      | 1            | –              | 2              |
| 3     | Sowjetunion | 1            | –              | –              |
| 3     | Dänemark    | 1            | –              | –              |
| 5     | Italien     | –            | 2              | 1              |
| 6     | Frankreich  | –            | 1              | 1              |
| 7     | Schweiz     | –            | 1              | –              |
| 8     | Deutschland | –            | –              | 1              |
| 8     | Schweden    | –            | –              | 1              |